# Verjetnostni vektor
Verjetnostni vektor (tudi stohastični vektor) je vektor, katerega komponente so pozitivne, njihova vsota pa je 1.
Posamezne komponente vektorja predstavljajo verjetnosti izzidov poskusov diskretne slučajne spremenljivke.
Nekaj primerov verjetnostnega vektorja
{\displaystyle x_{0}={\begin{bmatrix}0,5\\0,25\\0,25\end{bmatrix}},\;x_{1}={\begin{bmatrix}0\\1\\0\end{bmatrix}},\;x_{2}={\begin{bmatrix}0,65\\0,35\end{bmatrix}},\;x_{3}={\begin{bmatrix}0,3\\0,5\\0,07\\0,1\\0,03\end{bmatrix}}.}.
Verjetnostni vektor lahko napišemo kot 
{\displaystyle p={\begin{bmatrix}p_{1}\\p_{2}\\\vdots \\p_{n}\end{bmatrix}}\;}
Za takšen vektor velja tudi
{\displaystyle \sum _{i=1}^{n}p_{i}=1}.
Ker pa lahko verjetnost zavzame samo vrednosti med 0 in 1, velja tudi
{\displaystyle 0\leq p_{i}\leq 1}.